# Indigo renderer
Indigo Renderer è un motore di rendering non approssimato sviluppato fin dal 2008 dalla neozelandese Glare Technologies fondata da Nicholas Chapman. Nelle prime versioni aperte al beta-testing il software era completamente gratuito per l'uso commerciale e non commerciale a tutti gli utenti. L'ultima versione gratuita (Indigo 1.1.18) risale alla primavera del 2009. Successivamente, il software uscì dal beta-testing e venne lanciato sul mercato. Dal lancio commerciale del prodotto, è sempre disponibile una versione completa gratuita di valutazione del beta corrente, che presenta però risoluzione limitata a 1000x700 pixels e logo IndigoRenderer apposto automaticamente su ogni immagine prodotta.
La versione a pagamento non presenta limitazioni, se non quelle imposte dalla personale configurazione hardware.
Attualmente Indigo è disponibile per Windows, Linux e OSX.

## Exporters
Esistono plugin per vari software di modellazione 3D.
- Maxigo (3D Studio Max)
- Maya To Indigo (Maya)
- Blendigo (Blender)
- Cindigo (Cinema 4D)
- SkIndigo (SketchUp)
- Indigo for (Revit)